# Polemus chrysochirus
Polemus chrysochirus là một loài nhện trong họ Salticidae.
Loài này thuộc chi Polemus. Polemus chrysochirus được Eugène Simon miêu tả năm 1902.